# Anomala subterfusca
Anomala subterfusca är en skalbaggsart som beskrevs av Ohaus 1916. Anomala subterfusca ingår i släktet Anomala och familjen Rutelidae. Inga underarter finns listade i Catalogue of Life.